# Efta-domstolen

Efta-domstolens jurisdiktion
EU-domstolens jurisdiktion

Efta-domstolen, formellt Europeiska frihandelssammanslutningens domstol, är en överstatlig internationell domstol med jurisdiktion över de Efta-stater som också ingår i Europeiska ekonomiska samarbetsområdet (EES), det vill säga Island, Liechtenstein och Norge. Domstolen har sitt säte i Luxemburg.
Genom Europeiska ekonomiska samarbetsområdet har de tre länderna tillgång till Europeiska unionens inre marknad och genom detta är de även underställda delar av unionsrätten. Normalt lagförs överträdelser mot unionsrätten av EU-domstolen, men eftersom domstolen inte har jurisdiktion annat än över unionens medlemsstater fanns det lagtekniska svårigheter för hur icke EU-medlemmar inom EES-området skulle kunna lagföras och hållas ansvariga för överträdelser. Lösningen blev att upprätta en separat Efta-domstol som tillämpar EU-rättens lagstiftning för de Efta-medlemmar som deltar i EES-samarbetet.
Europeiska ekonomiska samarbetsområdet upprättades den 1 januari 1994. Efta-medlemmen Schweiz hade förhandlat för att kunna bli medlem, men avstod dock från att gå med i samarbetet grundat på utfallet i en folkomröstning. Sverige, Finland och Österrike var EES-länder under 1994, men 1995 blev dessa istället fullvärdiga medlemmar i Europeiska unionen och lämnade samtidigt både Europeiska frihandelssammanslutningen och Efta-domstolen.